# Empedoklés
Empedoklés z Akragantu (řecky Ἐμπεδοκλῆς ὁ Ἀκραγαντῖνος Empedokles ho Akragantinos, nar. 490 př. n. l. v Akragantu na Sicilii, zemř. okolo 430 př. n. l.-uvádí se, že spáchal sebevraždu skokem do Etny, aby lidé uvěřili, že odešel mezi bohy) byl řecký filozof předsokratického období.

## Učení
Empedoklés uvedl do vědy teorii čtyř živlů, později často použivanou. Definoval jakožto základní látky všeho bytí dodnes známé čtyři elementy: oheň, vodu, vzduch a zemi. Empedoklés byl pluralista. Hnací síla všeho dění jsou u něho dvě prasíly: láska (filotés) - síla sjednocující, a svár (neikos)- síla oddělující. Pod vlivem těchto sil svět pulsuje mezi stavem naprosté jednoty a stavem naprostého rozdělení. Náš svět je možný mezi temito dvěma extrémními stavy.
Nalezl řešení na první pohled neřešitelného sporu mezi Hérakleitem a Parmenidem, když tvrdil, že arché není jen jedno, ale jsou celkem čtyři - voda, země, oheň a vzduch. Mezi nimi působí dvě síly - láska (síla, která spojuje) a nenávist (někdy též Svár, síla, která rozděluje). S Hérakleitem se proto shoduje v tom, že se svět opravdu proměňuje a vznik a zánik věcí není naším zdáním. Zároveň se shoduje s Parmenidem v tom, že se počátky nemění, zůstávají stejné, například z vody se může stát led nebo pára, ale oheň z ní nikdy vzniknout nemůže. Vznik a zánik věcí tedy pouze znamená, že výchozí pralátky se jinak míchají a seskupují - např. když hoří kus dřeva, znamená to, že dřevo, které je zcela jistě složeno ze země a vody, se slučuje s ohněm a vzduchem.

## Vliv
Empedoklés byl široce vzdělaným učencem, který zanechal zřetelnou stopu v mnoha oborech vědění.
- Empedokles je považován za eklektika = přebíral myšlenky jiných lidí a spojoval je do jiného celku (od Pythagorejců, od Herakleita, od Miléťanů). Empedoklovo zobrazení světa se podivuhodně podobá některým teoriím moderní kosmologie, která identifikuje jakožto počátek našeho světa fenoménem „velkého třesku“ a jako jeho konec fenomén „velkého krachu“.
- Vliv Empedokla na moderní myšlení je ale pravděpodobně nejzřetelnější v díle Sigmunda Freuda: tento od roku 1924 v eseji „Jenseits des Lustprinzips“ přijímá do své etiologie dva „Urtriebe“ všeho tělesného a psychického bytí: Trieb lásky: Eros, a Trieb smrti: Todestrieb (nebo Thanatos).

- Empedoklés ze Sicílie pro své závěry používá bádání jak Parmenida, tak i Hérakleita. Tvrdil, že není možná existence jen jednoho arché (pralátky) - voda se přece nemůže změnit v motýla či psa apod. Uznává tedy existenci více pralátek, které se mezi sebou míchají a zase oddělují - tento celý koloběh je podle něj pozorovatelný pouhým okem. Velmi oblíbený příklad jeho teorie je právě ta s malířem. Představte si malíře, který má jedinou barvu, řekněme červenou - s tou určitě nenamaluje zelená luka, ale když má barvy 4 (tedy základní), resp. 3, může pomocí nich stvořit víceméně „nekonečno“ různých odstínů.

## Dílo
Z díla, patrně dvou rozsáhlých básní, jejichž rozsah se odhaduje asi na 5000 veršů, se zachovalo asi 1000 veršů.
Česky:
- Očistná píseň; O podstatě světa [z řečtiny přeložil Jaroslav Pokorný]. Praha: Jan Pohořelý 1944